# إلدون آرثر جونسون
إلدون آرثر جونسون هو سياسي كندي، ولد في 18 أكتوبر 1919، وتوفي في 29 ديسمبر 2001. انتخب عضو المجلس التشريعي في ساسكاتشوان ‏.